# Mesonychium coerulescens
Mesonychium coerulescens är en biart som beskrevs av Amédée Louis Michel Lepeletier och Audinet-serville 1825. Mesonychium coerulescens ingår i släktet Mesonychium och familjen långtungebin. Inga underarter finns listade i Catalogue of Life.